# Within Temptation
Within Temptation je nizozemská symphonicmetalová skupina. Typická metalová instrumentace je zde doplněna o jemnější mezzosopránový zpěv zpěvačky Sharon den Adel. Skupina byla založena v roce 1996 členy Robertem Westerholtem a Sharon den Adel. Oba zakladatelé patřili do skupiny The Circle.

## Historie
První album vyšlo v roce 1997 a nese název Enter. Obsahuje osm skladeb s doom metalovými prvky a growlingem v několika písních. Po vydání prvního alba vystoupila skupina Within Temptation na festivalu Dynamo Open Air, což bylo jejich páté vystoupení. V roce 1998 koncertovali v Belgii, Česku a Německu. V ten samý rok vydali mininahrávku The Dance, v jedné z písní tohoto alba si zazpíval Sharonin partner Robert Westerholt, na jiné nahrávce se ale už neobjevil. Poté si dali pauzu s koncertováním, aby Robert a Sharon mohli dostudovat vysokou školu.
V roce 2000 opustili své „doomové“ začátky a vydali průlomové album Mother Earth, jež je poněkud pohádkovějšího rázu, a opět začali koncertovat. Proslavil je nejspíše klip k písni Ice Queen, kterou dodnes hrají na koncertech. V roce 2003 skupina přešla k labelu GUN/BMG. Ten vydal reedici alba Mother Earth. Vyšlo i první DVD se záznamem z několika koncertů – Mother Earth Tour.
V roce 2004 vydali album The Silent Force, které bylo poprvé nahráno se skutečným orchestrem (osmdesátičlenným moskevským orchestrem) a sborem. Legendou se stala jejich píseň Stand My Ground s klipem o potopě světa. Další videa k tomuto albu můžeme najít u písní Angels nebo Memories. DVD z koncertu k tomuto albu nese název The Silent Force Tour a koncert se konal na Java Island pod stmívajícím se nebem na mořském pobřeží.
V roce 2007 vyšlo jejich 4. album s názvem The Heart Of Everything. Tentokrát se na desce objevuje pražský orchestr a sbor. Album bylo vydáno u německého vydavatelství GUN Records. V singlu What Have You Done hostuje zpěvák Keith Caputo ze skupiny Life Of Agony; kritika tuto píseň ohodnotila jako jejich nejlepší dosud, neboť oproti většině textů Within Temptation není tento tolik abstraktní. Velká část fanoušků považuje The Heart Of Everything za vrcholné dílo skupiny (např. díky písním The Truth Beneath The Rose či Our Solemn Hour). 17. ledna 2008 zavítala skupina poprvé v rámci turné do Prahy.
V roce 2008 vydali živé album s názvem Black Symphony, které nahráli během vystoupení v rotterdamské Ahoy aréně v únoru toho roku. Jedná se o speciální koncert s Metropolitním orchestrem a sborem, nahrávaný 14 HD kamerami. Spolu se skupinou dále vystoupili George Oosthoek, Anneke van Giersbergen (Agua de Annique) a Keith Caputo (Life of Agony).
V roce 2009 vyšlo akustické album s názvem An Acoustic Night At The Theatre. Jako předzvěst tohoto alba vyšel singl Utopia, ve kterém si se Sharon den Adel zazpíval i Chris Jones.
V březnu roku 2011 vyšlo páté album s názvem The Unforgiving. Původně Within Temptation zamýšleli spojit album s natočením celovečerního filmu, ale kvůli vysokým nákladům od toho upustili a vydali pouze tři krátké filmy a komiks.
The Unforgiving, na kterém spolupracovali s autoryRomanem Molenaarem a Stevenem O'Connellem. Album bylo přijato rozporuplně, protože v hudbě byla znát jistá změna - už se nejedná o písně znějící jako z fantasy filmů a velkolepé orchestry podkreslené sbory. Spíše zde můžeme cítit modernější a realističtější ráz písní, což někteří kritici odsoudili za úpadek k průměrnosti či jako "obyčejný pop s krásným hlasem, kterého je pro něj škoda", ale na druhou stranu bylo album dobře prodáváno a skupinu nejspíš ještě více proslavilo. Tomu nasvědčuje i skutečnost, že koncert k albu The Unforgiving se konal oproti minulému vystoupení v klubu Roxy ve větším prostoru holešovické Malé sportovní haly a byl vyprodán. Within Temptation ke změně stylu písní řekli, že se jejich hudba takto přirozeně vyvíjí. To se projevilo i během turné v oblékání zpěvačky, kdy byly dlouhé šaty vystřídány jednoduše černými kalhotami. Pro mnohé fanoušky tak ovšem ztrácí kouzlo. Ještě před začátkem turné odešel ze skupiny bubeník Stephen van Haestregt a nahradil ho Mike Coolen. Robert Westerholt také hned na začátku turné pozastavil svou účast na koncertech, aby mohl zůstat doma se třemi dětmi. Na pódiu ho vystřídal Stefan Helleblad, který do té doby pracoval pro Within Temptation jako zvukař. Robert se dále věnuje psaní písní.
Po The Unforgiving se Within Temptation ohlásili několika coververzemi písní různých interpretů, kterých bylo celkem patnáct a byly vysílány každý pátek od září do prosince 2012 na belgickém rádiu Q Music. Jde např. o Paradise (původní píseň od Coldplay), Crazy (Gnarls Barkley), Behind Blue Eyes (The Who), Summertime Sadness (Lana Del Rey) či Little Lion Man (Mumford And Sons). V roce 2013 bylo vydáno album s výběrem většiny těchto cover verzí. V rámci oslavy 15. výročí založení Within Temptation se 13. 11. 2012 ve Sportpaleis v Antverpách konal koncert nesoucí název Elements, podobně velkolepý, jako byla před albem The Unforgiving show Black Symphony.
Šesté studiové album s názvem Hydra vyšlo v lednu 2014, ale již od roku 2013 mu předcházelo několik klipů avizujících spojení sil s různými jinými interprety, jako jsou např. Tarja Turunen v písni "Paradise (What About Us?)", Howard Jones v klipu "Dangerous", Dave Pirner v písni "Whole World Is Watching" či Xzibit v "And We Run", všechny se společně natočenými klipy. S prvními dvěma zmíněnými interprety vydali Within Temptation také stejnojmenné singly v září a prosinci 2013. Další singly vycházely postupně během roku 2014. Hydra byla na zahraničních stránkách přijata recenzenty velmi dobře a dostala se v žebříčcích prodávanosti (v Itálii, Skandinávii a Nizozemsku a Belgii) na první místa. 11. března 2014 se skupina v rámci turné vrátila do Prahy, o půl roku později se pak na ni mohl těšit Havířov v rámci festivalu. Na podzim 2014 se objevila na oficiálních stránkách Within Temptation zpráva o chystaném vydání DVD s názvem Let Us Burn, jež bude obsahovat záznamy dvou velkých živých koncertů - Elements z listopadu 2012 a závěrečného květnového koncertu z turné roku 2014 v Amsterodamu. V Česku vyšlo toto DVD 14. listopadu 2014.
Within Temptation příležitostně spolupracují i s nizozemskou skupinou Delain, jejímž zakladatelem je Robertův bratr Martijn Westerholt, jenž od Within Temptation musel odejít kvůli dlouhodobé nemoci. Dále Sharon hostuje u různých jiných interpretů a zapojila se také do nizozemského charitativního projektu Meneer Konijn pro podporu dětí.
V roce 2019 došlo k vydání studiového alba Resist.

## Členové
- Sharon den Adel – zpěv (od 1996)
- Robert Westerholt – kytara (od 1996)
- Ruud Adrianus Jolie – kytara (od 2001)
- Jeroen van Veen – basová kytara (od 1996)
- Martijn Spierenburg – klávesy (od 2001)
- Mike Coolen – bicí (od 2011)
- Stefan Helleblad – kytara (od 2011)

### Bývalí členové
- Ivar de Graaf – bicí (1996–1998, 1999–2001)
- Martijn Westerholt – klávesy (1996–2001)
- Michiel Papenhove – kytara (1996–2001)
- Jelle Bakker – kytara (2001)
- Ciro Palma – bicí (1998–1999)
- Dennis Leeflang – bicí (1996)
- Richard Willemse – bicí (1996)
- Stephen van Haestregt – bicí (2002–2010)

## Diskografie
- Enter (1997)
- Mother Earth (2000)
- The Silent Force (2004)
- The Heart of Everything (2007)
- neoficiální: Destroyed (2008)
- The Unforgiving (2011)
- cover album: The Q-Music Sessions (2012)
- Hydra (2014)
- Resist (2019)
- Bleed Out (2023)

Koncertní alba
- Mother Earth Tour (2003)
- The Silent Force Tour (2005)
- The Heart Of Everything - Live at the Shibuya AX, Tokyo (2007)
- Black Symphony (2008)
- An Acoustic Night at the Theatre (2009)
- Let Us Burn – Elements & Hydra Live In Concert (2014)
- The Aftermath A SHOW IN A VIRTUAL REALITY (2021)
- Live In Hell (2023)

EP (minialba)
- The Dance (1998)
- Running Up That Hill (2003)
- The Howling (2007)
- Sinéad, the Remixes (2011)
- Paradise (What About Us) (feat. Tarja T.) (2013)
- Whole World is Watching (2014)
- And We Run (feat. Xzibit) (2014)
- The Purge (2020)
- Shed My Skin (2021)
- Don't Pray For Me (2022)
- The Aftermath (2022)